# Homapoderus robustidorsalis
Homapoderus robustidorsalis là một loài bọ cánh cứng trong họ Attelabidae. Loài này được Voss miêu tả khoa học năm 1926.